# Gatunek holocykliczny
Gatunek holocykliczny – gatunek o pełnym cyklu życiowym, z przemianą pokoleń.